# Arajuno (kanton)
Arajuno – kanton w Ekwadorze, w prowincji Pastaza. Stolicą kantonu jest Arajuno.